# Kike Maíllo
Enrique Maíllo Iznájar, noto come Kike Maíllo (Barcellona, 3 giugno 1975), è un regista, sceneggiatore e produttore cinematografico spagnolo.

## Biografia
Nato a Barcellona, dal 1994 ha studiato presso la Escola Superior de Cinema i Audiovisuals de Catalunya (ESCAC). La sua tesi di laurea è stata il cortometraggio Las cabras de Freud, con Tristán Ulloa come protagonista.
Ha iniziato la sua carriera dirigendo numerosi spot pubblicitari per aziende come Nestlé, Fotoprix, Telepizza e FC Barcelona. Inoltre, ha realizzato video musicali per artisti come Pastora Soler e Raphael. Dal 2009 al 2012 ha lavorato come sceneggiatore e regista per la serie animata spagnola Arròs covat.
Nel 2011 dirige il suo primo lungometraggio intitolato Eva, con protagonisti Daniel Brühl e Marta Etura. Il film ha vinto numerosi premi e Maíllo si è aggiudicato il premio come miglior regista esordiente ai premi Goya 2012. Sempre nel 2012 fonda con la casa di produzione Sábado Películas, con cui realizza diversi progetti.
Nel 2016 dirige il suo secondo film, Toro, un thriller d'azione interpretato da Mario Casas, Luis Tosar e José Sacristán.
Dal 2000 insegna sceneggiatura e regia presso ESCAC.

## Filmografia

### Regista
- Las cabras de Freud (1999) - cortometraggio
- Los perros de Pavlov (2003) - cortometraggio
- Eva (2011)
- Arròs covat (2009-2012) - serie animata
- Tú y yo (2014) - mediometraggio
- Toro (2016)
- Cuánto. Más allá del dinero (2017) - cortometraggio